# Laguna Beach (Kalifornija)
Laguna Beach je grad u američkoj saveznoj državi Kalifornija. Prema popisu stanovništva iz 2010. u njemu je živjelo 22.723 stanovnika.